# Megaceras quadraticollis
Megaceras quadraticollis är en skalbaggsart som beskrevs av Roger Paul Dechambre 1975. Megaceras quadraticollis ingår i släktet Megaceras och familjen Dynastidae. Inga underarter finns listade i Catalogue of Life.